# Filmabtaster
Ein Filmabtaster (kurz: FAT; auch Filmgeber genannt) ist in der Fernsehtechnik ein Gerät, welches Kinofilme und sonstiges Filmmaterial einliest und daraus ein – analoges oder digitales – Videosignal erzeugt. Der Vorgang wird als Telecine bezeichnet.  
Weitere Anwendungen sind
- das Überspielen fertiger Filme auf Videokassetten und DVDs,
- die Filmrestaurierung beschädigter oder verschmutzter Filme,
- die Auswertung von gedrehtem Material (Wie sieht das Ergebnis später auf DVD, Fernsehen, Video usw. aus?), sowie
- die digitale Nachbearbeitung wie nichtlinearer Videoschnitt am Computer oder die Ergänzung von Visual Effects.

## Geschichte
Auf der Funkausstellung 1938 in Berlin zeigte die Fernseh AG einen mechanischen Universalabtaster für 441 Zeilen im Zeilensprungverfahren. Er arbeitete mit einer im Vakuum laufenden Nipkowscheibe, die mit 10500/min rotierte.
Der folgende Entwicklungsschritt waren die Kameraabtaster oder Speicherröhrenabtaster, bei dem die Filmbilder über einen Projektor direkt in eine Fernsehkamera projiziert wurden. Dieses Verfahren wird im professionellen Bereich nicht mehr verwendet.

Die nächste Generation, der Flying-Spot-Abtaster, eine Entwicklung der BBC, hatte eine Bildröhre, auf der sich ein Lichtpunkt im Fernsehraster bewegte. Dieser Lichtpunkt durchleuchtete das Filmbild und wurde auf eine oder bei Farbabtastung auf drei Fotozellen gelenkt. Dort entstand zeilenweise ein Abbild der Helligkeits- und Farbinformation des Filmbildes. In der weiteren elektronischen Verarbeitung entstand am Ausgang das gewünschte Videosignal. Vorteil dieses Verfahrens ist, dass auch ein stehendes Bild abgetastet werden kann.
Als Ende der 1970er Jahre CCD-Sensoren zur Verfügung standen, erschien mit dem FDL 60 der Fernseh GmbH (Fese) der erste CCD-Filmabtaster. Das Prinzip unterscheidet sich grundlegend vom oben genannten Lichtpunkt- oder Flying-Spot-Verfahren. Bei CCD-Abtastern dient als Lichtquelle eine Halogenlampe (3200 K). Das Licht leuchtet durch eine Spaltoptik auf das Filmbild. Als Empfänger dient eine oder mehrere CCD-Zeilen mit einer Auflösung bis zu 4000 Pixeln. Das elektronische Abbild der Zeile wird digital weiterverarbeitet und steht am Ausgang der Telecine als analoges Video- oder digitales Datensignal zur Verfügung. Dieses Verfahren ist mit einem Flachbettscanner zu vergleichen, bei dem sich jedoch nicht der Scankopf, sondern die Vorlage bewegt.
Außer dem Line-Scanner, der den Film zeilenweise abtastet, gibt es auch preiswertere Area-Scanner, die die ganzen Filmbilder auf einmal aufnehmen.

## PAL Speedup und 3:2 Pulldown
Soll das abgetastete Signal auf einem herkömmlichen Fernseher mit Zeilensprungverfahren ausgegeben werden, so kommen je nach Fernsehnorm unterschiedliche Verfahren zur Anwendung.
Für PAL, das mit 50 Halbbildern pro Sekunde arbeitet, wird das abgetastete Signal zunächst von 24 auf 25 Bilder pro Sekunde beschleunigt. Das Bild erscheint so ruhig wie in der Leinwandfassung. Für das Zeilensprungverfahren müssen sämtliche Zeilen eines Bildes in gerade und ungerade Zeilen unterteilt werden, die jeweils ein Halbbild ergeben. Das entsprechend beschleunigte Audiosignal klingt etwa einen Halbton höher. Allerdings verkürzt sich die Spieldauer des Materials auf 96 Prozent.
Bei NTSC müsste man (ca. 30 Bilder pro Sekunde) den Film 25 Prozent schneller abspielen, was schon sehr stark auffallen würde. Stattdessen werden hier je 4 Bilder in 5 Bilder umgewandelt mittels eines Telecine-Verfahrens namens 3:2-Pull-down. Telecine zieht diverse technische Schwierigkeiten nach sich, wenn es mittels Inverse Telecine zur Aufzeichnung oder zum Abspielen auf einem Nicht-Standard-Röhren-Fernsehgerät (LCD, Plasma, 100-Hz-Röhre etc.) wieder rückgängig gemacht werden muss.

## Qualität
Ein relevanter Parameter für die Qualität beim Abtasten/Ausbelichten (FAZ – Filmaufzeichnung) ist die Auflösung. Die notwendige Auflösung wird festgestellt durch:
- räumliche Auflösung mit Hilfe eines Modells: Die MTF bildet die Maßzahl, wie viele Sinusfunktionen pro mm aufgenommen werden können.

- fotochemische Grundlagen: Ein Filmkorn hat bei einigen Filmsorten ca. 16 µm Durchmesser. Legt man die Pixelgröße auf die halbe Größe fest, errechnet sich für einen 35-mm-Film (22 × 16 mm) eine Auflösung von 2750 × 2000 Pixel. Einige Filmsorten haben allerdings ein viel feineres Korn. So gibt es beispielsweise Schwarzweißfilme mit einem Filmkorndurchmesser von nur 0,2 µm – 2 µm.

- Re-Belichtungstest: Sehr gutes Filmmaterial wird in verschiedenen Auflösungen abgetastet, wieder ausbelichtet und mit Originalmaterial verglichen.

Diese Tests werden meistens im Academy Format durchgeführt, also im Seitenverhältnis 1,37:1 (annähernd TV-Format 4:3) auf 35-mm-Filmmaterial. Im Allgemeinen wird mit einer Auflösung von 2k (2048 × 1556 Bildpunkte) gearbeitet, was meist ein ausreichendes Ergebnis erzielt.
Die erzielbaren Verbesserungen bei 4k und 6k (5485 × 3996) sind als Unterschiede zu 2k nur für geübtere Augen zu erkennen, eröffnen aber bei der Nachbearbeitung bessere Reserven.
Im privaten Unterhaltungsbereich werden davon typischerweise 1920 × 1080 Pixel benutzt.
Mit steigender Auflösung des Bildes steigt die benötigte Zeit für den Scanvorgang.
Daher werden die meisten Scans in 2K oder HD-Auflösung durchgeführt. 4K-Auflösungen werden oft bei aufwändigen Visual-Effects-Shots, wie z. B. Green- oder Bluescreenaufnahmen eingesetzt, um im Compositing noch feinere Bilder bearbeiten zu können.
Ein weiterer relevanter Parameter ist die Farbauflösung. Um Artefakte bei Farbverläufen zu vermeiden, wird typischerweise mit 10, manchmal auch mit 12–16 Bit pro Farbkanal gescannt.

## Einsatz in der Nachbearbeitung
Nach dem Abtasten liegt die Bildinformation als digitaler Datensatz auf einem Speichermedium vor. Das Datenvolumen beträgt bis zu 50 Megabyte pro Bild. Dieses digitale Material wird in der Postproduktion verwendet. Anschließend wird das Material in einen digitalen Master gemäß DCI gewandelt oder für mechanische Kinoaufführung auf 35-mm-Film wieder ausbelichtet.
Der Einsatz von Filmabtastern ist heutzutage bei jedem auf Film gedrehten Material üblich. Das Verfahren wird auch zur Filmrestaurierung eingesetzt.
Eine erneute Ausbelichtung des Materials erfolgt jedoch nur, wenn es im Kino gezeigt werden soll, also hauptsächlich Spielfilme. Werbung wurde früher auch immer nach der Bearbeitung wieder ausbelichtet, jedoch verwenden die großen Kinoketten heutzutage bereits zum Teil digitale Projektoren für die Werbung oder den Hauptfilm. Diese Vorgehensweise ermöglicht eine bessere Qualität, da die digital aufgeführten Werke nicht mehr verschleißen, und die Produktionsunternehmen sparen Zeit und Geld, da kein Filmmaterial mehr zur Ausbelichtung bezahlt werden muss und der fertige Film schneller verfügbar ist.

## Weitere Abbildungen

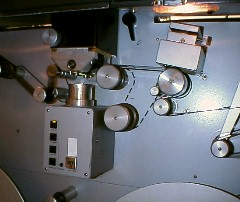
FDL-60-Filmabtaster
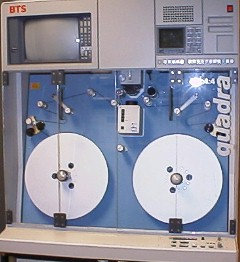
BTS-Quadra-Filmabtaster, 444
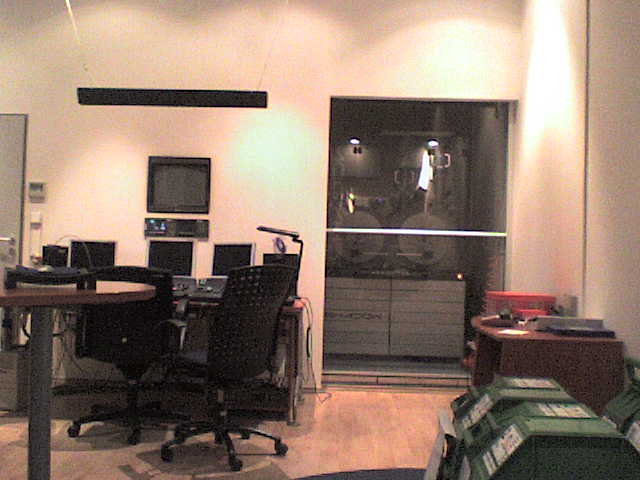
Shadow-Filmabtaster